# 金城裕
金城 裕（きんじょう ひろし、1919年 - 2013年10月10日）は、沖縄県出身の空手家。韓武舘において防具付き空手による組手稽古を主導し、空手における最初の全国大会である全国空手道選手権大会の開催に貢献した。多くの人物に師事した経験から評論家としての面を持ち、雑誌や著作物での執筆活動も精力的に行った。

## 来歴
1919年、沖縄県首里区桃原町に生まれる。
1926年、唐手を始め奥里將現、1927年、知念三良、1932年、大城朝恕、1933年、徳田安文、1935年、真栄城朝徳、1938年、花城長茂に師事。
1939年、日本大学に入学、唐手同好会を設立。修道館の遠山寛賢に師範免状を授与される。
1945年、遠山寛賢の高弟らによって東京九段に韓武舘が設立されると副舘長に就任する。韓武舘は後に全日本空手道連盟(旧)に発展したが、金城はその際、神道自然流の開祖である小西康裕とともに副会長に就任した。
1946年、有倫館道場を設立。
1948年、摩文仁賢和より自筆の糸洲十訓を授与される。
1950年、「大朝会」を設立。警視庁逮捕術臨時講師。尚徳館道場（東京都世田谷区三軒茶屋の元一三部隊趾）で館長として指導。
1951年、警視庁空手臨時講師。芝浦工業大学空手道部師範。他に山梨大学、茨城大学の空手部の指導も携わる。
1953年、日本空手道研修会設立。
1969年、全日本空手道連盟中央資格審査委員。
1974年、全日本空手道連盟八段。
2011年、日本空手道研修会宗師範を退任する。
2013年10月10日、肺炎のため死去。

## 空手道の研究活動
韓武舘時代から執筆活動にも熱心であった金城は空手研究家としても著名であり、主な主張として以下のようなものがある。
- 韓武舘の館長を務めた尹曦炳について、「若い事業欲ある才人」であり、「彼が空手界にかかわった年月は短いけれど、残した業績は大きい」と評したが、「このように書いても空手界の人はすぐには納得しないと思う」とも述べている[4]。
- 韓武舘が戦後GHQの占領下の中、早期に活動を活発にし、空手冊子等を発行できたことについて、「尹館長が韓国籍で、当時第三国人として特権階級に属していたからである」と述べている[5]。
- 金城は船越義珍については空手の素人であったと述べ、その実力について否定している[6]。

## 逸話
- 遠山寛賢に師範免状を授与されたが、「花城先生に申し訳なく、また貰う立場にない」と、翌日に師範免状を返しにいったとの話がある。
- 「本土に渡った空手家の多くは、沖縄神社での奉納演武にも出られない者で、沖縄では『本土で素人が空手の大家のふりをしていて問題だ』と話されていた」と発言している。これについては、第二次世界大戦で奉納演武の記録が消失しているのと、金城自身も師などに聞いた話のため、検証が行えない。
- 徒手空拳だけでなく伝統派空手の武器術にも精通していた。特に棒術の大家大城朝恕に師事していたため、棒術が得意で、「その棒術は粘るようで、試合をすれば必ず棒を奪われた」と三谷和也が述べている。

## 弟子
- 中村孝
- 藤本貞治
- 渡辺貞雄
- 土谷秀男
- 三谷和也

## 著作
- 『拳法 空手道大鑑 第一巻』尹曦炳・金城裕/共編　韓武館出版部　昭和22年
- 『新しい 空手基本練習法』護国団国防青年隊　昭和29年
- 『月刊 空手道 創刊号 第一巻 第一号』発行人・金城裕　空手時報社　昭和31年
- 『日本空手道研修会会報 第一号』日本空手道研修会本部　昭和40年
- 『写真でおぼえる 空手の習い方』有紀書房　昭和43年
- 『日本武道殿堂名鑑空手道』B・スコレー　昭和52年
- 『唐手大鑑』出版館ブック・クラブ　平成15年
- 『写真でおぼえる 空手の習い方』（復刻版）壮神社　平成19年
- 『唐手から空手へ』日本武道館　平成23年